# СИК
 Тази статия е за българската престъпна групировка.  За латинското фразеологично съкращение вижте Sic.  
СИК е българска престъпна група, занимаваща се с трафик на наркотици, финансови измами, кражби на коли, контрабанда, изнудване, рекет и проституция, използвайки прикритието на официален бизнес в сектора на застраховането и производството на алкохолни напитки. От друга страна, СИК България е частна, инвестиционна фирма, която инвестира, предимно, в застрахователния и охранителния сектор. Създадена и управлявана е от едни от първите български олигарси- Братя Маринови и Младен Михалев.

## Личности
Сред ръководителите на СИК са братята Красимир Маринов – Големия Маргин и Николай Маринов – Малкия Маргин, Румен Николов – Пашата, Младен Михалев – Маджо.
Имена, свързвани в медиите с групировката, гравитиращи към нея, или включени в общ бизнес с отделни хора от нея са Венцеслав Стефанов Поли Пантев, Иван Славков, Жени Калканджиева, Бойко Борисов и Бай Миле.
През 2007 г. вече покойният критик на групировката Георги Стоев издава 3 книги, посветени на СИК. Според него в групировката участва генерал Любен Гоцев, бивш министър на външните и вътрешните работи и член на БСП.

## Гангстерска война
През 2002 г. враждите между сътрудниците на СИК вземат много жертви, две години по-късно кървава престрелка в центъра на София завършва с шест трупа, единият от които – този на сикаджията Бай Миле. През лятото на 2009 г. е убит бизнесменът Александър Занев, за когото се знае, че има връзки с политици от НДСВ.

## Дейности
Според източници от Министерството на вътрешните работи СИК контролира контрабандата на акцизни стоки по море. През 1995 г. мафиотските групировки си поделят пазара за проституция, заведенията на СИК в София са „Сладък грях“ – на „Спартак“, „Дама Пика“ – на Румен Николов – Пашата, „Бонита“; всеки клуб плаща 50-60 на сто от печалбата на структурата.